# Катима Мулило
Катима Мулило (на английски: Katima Mulilo) е град в североизточна Намибия, административен център на региона Каприви. Името му произлиза от езика на племето лози и означава „гасене на огъня“, което е във връзка с близките бързеи на река Замбези. Градът е разположен на южния бряг на река Замбези. Основан е от британски колонисти през 1935 г. на мястото на градчето Шукмансбург, съществувало от времето на Германска Югозападна Африка. През 1937 г. става административен център на региона Каприви. Населението е 22 700 души.
През август 1999 г. Намибия настанява армия в околностите на града и други важни точки на ивицата Каприви, които преди това са атакувани от сепаратистката организация „Фронт за освобождение на Каприви“. По време на кризата и след приключването ѝ около 2 хиляди души, като от тях и няколко водещи фигури на организацията, бягат от Каприви в Ботсвана от страх от отмъщение на намибийските сили за сигурност. Оттогава градът и регионът са спокойни, а повечето сепаратистки лидери са умрели, в изгнание или осъдени от намибските съдилища по обвинение в държавна измяна.

## Транспорт

### Пътища
През 2004 г. е открит мост над река Замбези под името мост Катима Мулило. Той свързва както двете селища Сешеке и Катима Мулило на двата бряга на река Замбези, така и двете държави Намибия и Замбия.

### Железопътен транспорт
През октомври 2007 г. е представено предложение за железопътна линия, която да свързва Намибия и Замбия, преминаваща през Катима Мулило.

### Въздушен транспорт
В близост до града е изградено летище Мпача, обслужващо вътрешни полети и полети до столицата Виндхук.